# Jacques Archambault (homme politique)
Pour les articles homonymes, voir Jacques Archambault et Archambault (homonymie).
Jacques Archambault, né le 15 septembre 1765 à L'Assomption et mort le 31 décembre 1851 à Saint-Roch-de-l'Achigan, est un agriculteur et homme politique bas-canadien. Il a représenté le comté de Leinster dans l'Assemblée législative du Bas-Canada de 1810 à 1814.

## Biographie
Né le 15 septembre 1765, puis baptisé le 16, dans la paroisse Saint-Pierre-du-Portage, à L'Assomption, fils de Pierre Archambault, cultivateur, et de Marie-Josephte Gauthier. Descendant de Jacques Archambault, il aurait épousé Véronique Debussat, dit Saint-Germain, fille de Joseph Debussat, dit Saint-Germain, et de Catherine Brouillet à Repentigny, le 6 octobre 1783.